# Lavelle White

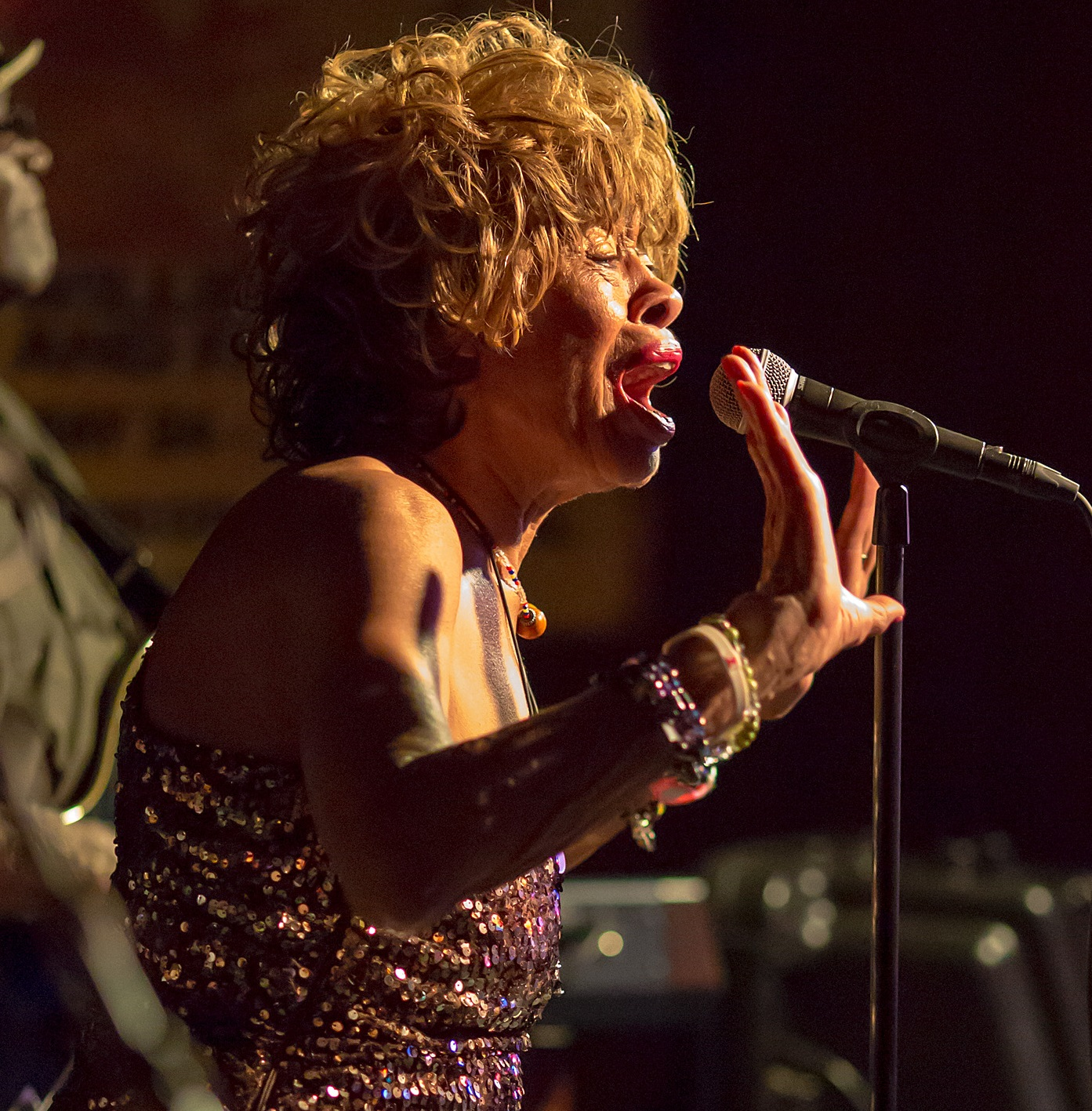
Lavelle White (2014)

Lavelle White (* 3. Juli 1929 in Amite City, Louisiana, USA) ist eine afroamerikanische Blues- und Soul-Sängerin und Songwriterin.

## Leben
Geboren als Tochter von Farmpächtern (sharecroppers), begann Lavelle White bereits mit 12 Jahren, Gedichte zu schreiben, woraus sich das Songschreiben entwickelte. Mit 15 ging sie nach Houston in Texas, wo sie mit dem Gitarristen Clarence Hollimon in Clubs auftrat. Ihr Durchbruch kam, als Johnny Copeland sie Don Robey empfahl, dem Eigentümer der Plattenlabel Duke und Peacock Records. Zwischen 1958 und 1964 nahm sie 14 Titel auf, die als Singles bei Duke Records veröffentlicht wurden. Einige der Songs hatte sie selbst geschrieben. Unter dem Pseudonym Deadric Malone schrieb White auch Lead Me On, 1960 ein Hit für Bobby Bland.
Nach Ende ihres Plattenvertrags tourte Lavelle White durch die Staaten. Sie stand mit vielen Musikern auf der Bühne, darunter Bobby Bland, Sam Cooke, Otis Redding, Junior Parker, Aretha Franklin und Jerry Butler. 1978 zog sie nach Chicago, Illinois, wo sie in Clubs mit Kollegen wie Junior Wells, Lonnie Brooks und Buddy Guy auftrat. Nach acht Jahren kehrte sie nach Houston zurück, wo sie später mit dem Titel Houstonʼs Blues Artist Of The Year ausgezeichnet wurde. Schließlich zog sie in die Gegend von Austin in Texas, wo sie weiterhin auftrat.
1994, rund 30 Jahre nach ihren letzten Singles, erschien ihr erstes Album Miss Lavelle; sie war jetzt 65 Jahre alt. 1997 folgte das zweite Album It Havenʼt Been Easy; auf beiden Alben wurde sie von ihrem früheren Gitarristen Clarence Hollimon begleitet. Lavelle White trat jetzt bei großen Musik-Festivals auf, und auch das Fernsehen interessierte sich für sie. Ihr drittes Album Into the Mystic erschien 2003.
Lavelle White wurde vier Mal für einen Blues Music Award nominiert. 2006 wurde sie in die Texas Music Hall of Fame aufgenommen. Im gleichen Jahr erhielt ihre Band bei den Austin Chronicle Music Awards die Auszeichnung Best Blues Band.
Sie tritt mit ihren inzwischen über 90 Jahren heute (November 2019) immer noch im Antone’s in Austin auf.

## Diskografie

### Alben
- 1994: Miss Lavelle (Antoneʼs)
- 1997: It Haven’t Been Easy (Texas Music Group)
- 2003: Into the Mystic (Antoneʼs)

### Kompilationen
- 1994: Canʼt Live Without It (Antone’s) – mit zwei Titeln von Lavelle White